# Solution à deux États (Chypre)

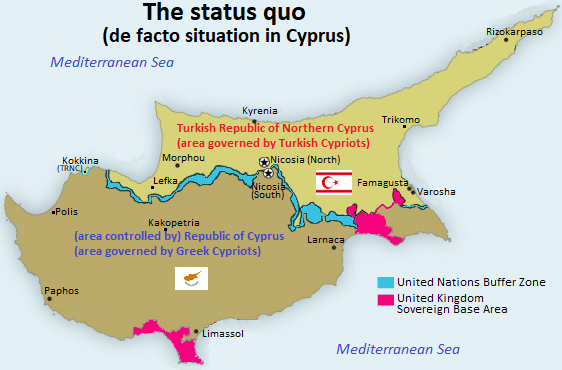
La situation actuelle à Chypre

La solution à deux États pour le conflit chypriote se réfère à la proposition de division permanente de l'île de Chypre en un État chypriote turc au nord et un État chypriote grec au sud, par opposition aux diverses propositions de réunification suggérées depuis que l'île a été divisée en deux par l'invasion turque de 1974. La solution à deux États impliquerait la légalisation du statu quo, où les Chypriotes grecs gouvernent la partie sud de l'île et les Chypriotes turcs gouvernent la partie nord, cette dernière n'étant actuellement reconnue par aucun pays autre que la Turquie.
Reconnaître la république turque de Chypre du Nord comme un État séparé, comme l'exige une solution à deux États, est fermement refusé par les Nations unies et l'Union européenne. Ce refus est fondé sur les principes de maintien de l'intégrité territoriale et de la souveraineté conformément au droit international et aux résolutions de l'ONU. L'Union européenne a déclaré qu'elle n'acceptera « jamais, jamais » une solution à deux États pour Chypre. Cette position est conforme aux principes de l'UE de soutien à la souveraineté et à l'intégrité territoriale de ses États membres, y compris la république de Chypre.
Le 14 décembre 2019, le ministre des Affaires étrangères de Chypre du Nord Kudret Özersay déclare qu'une solution à deux États est "proche". Le 23 février 2020, Ersin Tatar, alors Premier ministre de Chypre du Nord et élu président huit mois plus tard, déclare qu'un « mariage forcé ne peut pas réussir ». Il précise, « Nous sommes différents, nous parlons turc et ils parlent grec. Nous sommes musulmans et ils sont chrétiens. La nouvelle génération ne se connaît pas du tout. Un enfant qui avait 10 ans en 1974 a maintenant 55 ans, il a des petits-enfants. Nous sommes séparés. »

## Décision de 2010 de la CIJ sur le Kosovo et ses répercussions sur la solution à deux États
La Cour internationale de justice des Nations unies décide en 2010 que « le droit international ne contient aucune interdiction des déclarations d'indépendance ».
La décision de 2010 de la Cour internationale de justice (CIJ) concernant le Kosovo, qui déclare que le droit international ne prohibe pas les déclarations d'indépendance, ne se traduit pas par une acceptation similaire dans le contexte chypriote. La CIJ clarifie que la légalité de telles déclarations dépend souvent de leur association ou non à un usage illégal de la force ou à d'autres violations flagrantes du droit international.
La Cour internationale de justice (CIJ), sans préciser si elle est d'accord ou non avec la détermination de certaines des résolutions pertinentes du Conseil de sécurité de l'ONU, déclare en 2010 que "81. Plusieurs participants ont invoqué des résolutions du Conseil de sécurité condamnant des déclarations d'indépendance particulières : voir, entre autres, les résolutions du Conseil de sécurité 216 (1965) et 217 (1965), concernant la Rhodésie du Sud : la résolution du Conseil de sécurité 541 (1983), concernant Chypre du Nord ; et la résolution du Conseil de sécurité 787 (1992), concernant la Republika Srpska.
La Cour note, cependant, que dans tous ces cas, le Conseil de sécurité faisait une détermination concernant la situation concrète existant au moment où ces déclarations d'indépendance ont été faites ; l'illégalité attachée aux déclarations d'indépendance provenait donc non pas du caractère unilatéral de ces déclarations en tant que telles, mais du fait qu'elles étaient, ou auraient été, liées à l'usage illégal de la force ou à d'autres violations flagrantes des normes du droit international général, en particulier celles de caractère impératif (jus cogens). Dans le contexte du Kosovo, le Conseil de sécurité n'a jamais adopté cette position. Le caractère exceptionnel des résolutions énumérées ci-dessus semble confirmer à la Cour qu'aucune interdiction générale contre les déclarations unilatérales d'indépendance ne peut être déduite de la pratique du Conseil de sécurité."
Les observations orales de Harold Hongju Koh au nom des États-Unis rejettent l'argument de la Chypre contre la « légalité de la déclaration unilatérale d'indépendance » du Kosovo : « Lorsque Chypre a cherché à établir une analogie entre le processus de la résolution 1244 et le cas déchirant, mais trompeur, où un parent envoie un petit enfant sous supervision de l'État, pour ne plus jamais le revoir, j'ai soutenu que, après réflexion, l'analogie bien meilleure serait de reconnaître la futilité de forcer un enfant adulte à retourner dans un foyer abusif contre sa volonté, en particulier lorsque le parent et l'enfant ont déjà longtemps vécu séparément, et où des efforts répétés de réconciliation ont échoué. Là, comme ici, déclarer l'indépendance serait la seule option viable, et serait certainement conforme au droit. »,

## Cas juridiques pertinents
Le droit international ne contient aucune interdiction des déclarations d'indépendance, et la reconnaissance d'un pays est une question politique.
- Le 2 juillet 2013, la Cour européenne des droits de l'homme (CEDH) décide que « ...nonobstant l'absence de reconnaissance internationale du régime dans la zone nord, une reconnaissance de facto de ses actes peut être rendue nécessaire à des fins pratiques. Ainsi, l'adoption par les autorités de la « RTCN » de mesures de droit civil, administratif ou pénal, et leur application ou exécution dans ce territoire, peut être considérée comme ayant une base légale en droit interne aux fins de la Convention »[12].

- Le 9 octobre 2014, la Cour fédérale des États-Unis déclare que « la RTCN fonctionne apparemment comme une république démocratique avec un président, un premier ministre, une législature et un pouvoir judiciaire »[13],[14],[15].

- Le 2 septembre 2015, la CEDH décide que « ...le système judiciaire mis en place dans la « RTCN » devait être considéré comme « établi par la loi » en référence à la « base constitutionnelle et légale » sur laquelle il fonctionnait, et elle n'a pas accepté l'allégation selon laquelle les tribunaux de la « RTCN » dans leur ensemble manquaient d'indépendance et/ou d'impartialité »[16].

- Le 3 février 2017, la Haute Cour du Royaume-Uni déclare « qu'il n'y avait aucune obligation en vertu du droit du Royaume-Uni pour le gouvernement de s'abstenir de reconnaître Chypre du Nord. Les Nations unies elles-mêmes travaillent avec les agences d'application de la loi de Chypre du Nord et facilitent la coopération entre les deux parties de l'île »[17]. et révèle que la coopération entre la police du Royaume-Uni et les agences de loi à Chypre du Nord est légale.

## Soutien à la solution à deux États
Un certain nombre d'observateurs suggèrent que la partition est la meilleure solution au conflit chypriote.
En général, la Turquie exprime souvent son soutien à la solution à deux États comme alternative à la réunification, notamment par le président turc Recep Tayyip Erdogan lors de sa visite à Nicosie-Nord à majorité turque en 2014. Selon les médias chypriotes grecs, la solution à deux États est poussée par la Turquie en cas d'échec du processus de paix médiatisé par l'ONU.
En décembre 2021, le président de Chypre du Nord Ersin Tatar déclare qu'il y a deux États séparés sur l'île et que le côté chypriote turc n'acceptera pas de solution basée sur une fédération et ne reviendra pas sur la nouvelle politique des deux États séparés, qui est entièrement soutenue par la Turquie.
Le 30 janvier 2022, le président chypriote turc Tatar précise que l'égalité souveraine et le statut international égal des Chypriotes turcs ne sont pas négociables,,,.

## Sondages
En 2007, la république turque de Chypre du Nord réalise un sondage sur le sujet, avec 60 % des Chypriotes turcs soutenant l'idée de la solution à deux États. Un autre sondage en 2009, réalisé par KADEM research, montre un soutien de 77,9 % parmi les Chypriotes turcs, avec 63 % doutant du succès des négociations de paix.
En avril 2009, un sondage d'opinion réalisé pour la CyBC montre que la majorité des Chypriotes grecs soutiennent la partition.
Dans un sondage d'opinion de 2010, 84 % des Chypriotes grecs et 70 % des Chypriotes turcs sont d'accord avec le sentiment que « l'autre côté n'acceptera jamais les compromis et concessions nécessaires pour un règlement juste et viable ».
Le 16 novembre 2019, un sondage de l'European Social Survey révèle que 13,9 % des Chypriotes grecs sont en faveur de la solution à deux États, tandis que 13,7 % ne sont ni pour ni contre mais pourraient la tolérer si nécessaire. Il montre également que 18 % des Chypriotes grecs sont en faveur de maintenir le statu quo, et que 31,2 % ne sont ni pour ni contre mais pourraient le tolérer si nécessaire. Le sondage conclut que 49,2 % des Chypriotes grecs ne sont pas contre la situation actuelle, tandis que 27,6 % ne sont pas contre la solution à deux États.
Selon un sondage de janvier 2020 par Gezici, la solution à deux États a un taux de soutien de 81,3 % parmi les Chypriotes turcs.
Dans un sondage d'opinion réalisé par Cypronetwork parmi les Chypriotes grecs pour le compte de la Cyprus Broadcasting Corporation (CyBC) en 2022, 18 % déclarent que la meilleure solution au problème chypriote est deux États séparés ; ce chiffre était de 4 % en mai 2021.

## Adhésions internationales de Chypre du Nord sous son nom officiel
Le 11 novembre 2022, Chypre du Nord devient un État observateur de l'Organisation des États turciques (OTS) sous son nom officiel « république turque de Chypre du Nord ».
Le 29 avril 2023, Chypre du Nord devient un membre observateur de l'Assemblée parlementaire des États turciques (TURKPA) sous son nom officiel « république turque de Chypre du Nord ».

## Opposition à la solution à deux États
Le concept de solution à deux États pour le conflit chypriote, suggérant une division permanente de l'île en un État chypriote turc au nord et un État chypriote grec au sud, fait face à une opposition significative fondée sur le droit international, l'impact potentiel sur la politique internationale et les précédents qu'il pourrait établir pour des conflits similaires dans le monde.

### Considérations légales et de droit international

#### Position des Nations unies
Les Nations unies ont constamment opposé la reconnaissance de la république turque de Chypre du Nord (RTCN) comme un État indépendant. Cette position est alignée avec les principes de maintien de l'intégrité territoriale et de la souveraineté, tels qu'énoncés dans le droit international et diverses résolutions de l'ONU. L'accent des Nations unies est mis sur la réunification basée sur un modèle fédéral, illustré par des initiatives comme le Plan Annan, malgré son rejet par les Chypriotes grecs en 2004.

#### Position de l'Union européenne
L'Union européenne a clairement indiqué qu'elle n'acceptera « jamais, jamais » une solution à deux États pour Chypre. Cette position est en ligne avec l'engagement de l'UE à soutenir la souveraineté et l'intégrité territoriale de ses États membres, y compris la république de Chypre.

### Impact sur la politique internationale et les précédents mondiaux
Une résolution à deux États à Chypre pourrait encourager les mouvements séparatistes et les États non reconnus dans le monde, entraînant potentiellement une instabilité accrue et des conflits. Cette perspective soulève des inquiétudes quant à l'érosion des normes internationales concernant la souveraineté et l'intégrité territoriale.
Reconnaître une solution à deux États pourrait fondamentalement modifier l'approche de la résolution des conflits et de la souveraineté des États dans les relations internationales, remettant en cause les normes établies qui privilégient l'intégrité territoriale et le règlement pacifique des différends.